# Kortejärvi (sjö i Finland, Norra Österbotten, lat 65,70, long 27,92)
Kortejärvi är en sjö i Finland. Den ligger i kommunen Taivalkoski i landskapet Norra Österbotten, i den norra delen av landet, 600 km norr om huvudstaden Helsingfors. Kortejärvi ligger 238,2 meter över havet. Arean är 2,98 kvadratkilometer och strandlinjen är 10,33 kilometer lång. Sjön  ingår i Ijo älvs huvudavrinningsområde.   Den sträcker sig 3,1 kilometer i nord-sydlig riktning, och 2,1 kilometer i öst-västlig riktning.
I övrigt finns följande i Kortejärvi:
- Kunnaansaari (en ö)

I övrigt finns följande vid Kortejärvi:
- Virkkusenjärvi (en sjö)